# 嶋田貴心
嶋田 貴心（しまだ きしん、1986年7月1日 - ）は、日本の声優、 俳優。東京都出身。身長177cm。

## 出演作品

### 舞台
- シアターノーチラス #18『水槽』
- 虹色Pokcets RiPsLive Vol.3～Story～
- 劇団ORIGINAL COLOR 14回公演『This is Mine,not Yours.』

### ドラマCD
- 「幽鬼ーゆうきー」 飛鳥敏太郎、ガゼッタ岡野

### ゲーム
- えすけぃぷ！ 目黒大介(秋貴名義)